# 雷纳托·佩罗纳
雷纳托·佩罗纳（義大利語：Renato Perona，1927年11月14日—1984年4月9日），意大利男子自行车运动员。他曾代表意大利参加1948年夏季奥林匹克运动会自行车比赛，获得男子双人自行车竞速赛金牌。